# Lord El-Melloi II-sei no Jikenbo
Lord El-Melloi II-sei no Jikenbo (ロード・エルメロイⅡ世の事件簿 Rōdo Erumeroi Nisei no Jikenbo?)  es una serie japonesa de novelas ligeras escrita por Makoto Sanda e ilustrada por Mineji Sakamoto. Oficialmente parte de la serie Fate, comenzó la serialización de Type-Moon bajo la impresión de Type-Moon Books del 30 de diciembre de 2014 al 17 de mayo de 2019. Las novelas se encuentran entre los eventos de Fate/Zero y Fate/stay night, centrándose en Lord El-Melloi II, un antiguo maestro que ahora investiga varios misterios después de su participación en la Cuarta Guerra del Santo Grial. 
Se hicieron oficialmente dos adaptaciones de los medios: una adaptación de manga de Makoto Sanda con ilustraciones de Tō Azuma comenzó a serializarse en la revista Young Ace de Kadokawa Shoten el 4 de octubre de 2017 y una adaptación de anime de Troyca, que adapta el capítulo Rail Zeppelin, emitida desde el 6 de julio hasta el 28 de septiembre de 2019.

## Historia
Teniendo lugar 10 años después de los eventos de Fate/Zero y 2 meses antes de los eventos de Fate/stay night, la historia se centra en Lord El-Melloi II, anteriormente conocido como Waver Velvet, un sucesor de Kayneth y exmaestro en la última Guerra del Santo Grial, que ahora es profesor en las filas de la Asociación de Magos. En sus años como profesor en la Torre del Reloj, está actuando como el jefe temporal de la familia El-Melloi hasta que un sucesor adecuado pueda hacerse cargo. Cuando extraños misterios relacionados con la magia empiezan a ocurrir por todo Londres, forma equipo con su aprendiz, Gray, para resolver estos casos mágicos y sacar a la luz las conspiraciones ocultas que mueven a la Asociación de Magos.

## Personajes

### Personajes principales
Lord El-Melloi II (ロード・エルメロイⅡ世 Rōdo Erumeroi Nisei?)
Voz por: Daisuke Namikawa
Jugado por: Yuya Matsushita
El protagonista de la serie. Fue presentado por primera vez como un personaje secundario y participante en la Cuarta Guerra del Santo Grial de Fate/Zero como el Maestro de Rider, Iskandar. Después de los eventos de Fate/Zero, regresó a la Torre del Reloj para reanudar su estudio de magia. El anterior Lord El-Melloi había sido asesinado durante los eventos de Fate/Zero, lo que resultó en un fuerte declive del clan El-Melloi. Waver asume el título de Lord El-Melloi II después de aceptar ayudar a la verdadera heredera, Reines El-Melloi Archisorte, a restaurar el clan hasta que tenga la edad suficiente para hacerse cargo.
Gray (グレイ Gurei?)
Voz por: Reina Ueda
Jugado por: Saho Aono
Aprendiz de Lord El-Melloi II, es una niña que vivió en el campo de Gran Bretaña antes de mudarse a la ciudad. Originalmente una aldeana normal, se revela que ha sido alterada desde su nacimiento como un recipiente para la segunda venida de Artoria Pendragon, el sirviente de la clase Saber de la Cuarta Guerra del Santo Grial para blandir la Lanza Sagrada Rhongomyniad. Nacida como resultado de los intentos de su aldea, empuñando la lanza hace que su apariencia comience a transformarse lentamente en la de Artoria. Después de que El-Melloi II se da cuenta de quién es ella, le pide a Gray que mantenga su rostro escondido debajo de su capucha.
Add (アッド Addo?)
Voz por: Daisuke Ono
El Mystic Code de Gray, una forma alternativa de la Lanza Sagrada Rhongomyniad que adopta la forma de una entidad cúbica para preservar el misterio de la lanza. Es extremadamente hablador y puede transformarse en una guadaña para que Gray la empuñe como arma.
Reines El-Melloi Archisorte (ライネス・エルメロイ・アーチゾルテ Rainesu Erumeroi Āchizorute?)
Voz por: Inori Minase
Jugado por: Kaho Amasaki
La sobrina de Kayneth El-Melloi Archibald y sucesora del linaje de la familia El-Melloi. Debido a su edad e inexperiencia, le pide a Waver Velvet, Lord El-Melloi II, que dirija la casa hasta que ella esté preparada. Lo trata como si fuera su hermano mayor. Está dotada de una poderosa habilidad de Mystic Eyes y siempre se la ve acompañada de Trimmau, su Mystic Code, que también le sirve de sirvienta.
Flat Escardos (フラット・エルカルドス Furatto Erukarudosu?)
Voz por: Yoshitsugu Matsuoka
Jugado por: Takeru Naya
Uno de los alumnos de Lord El-Melloi II en la clase de Modern Magecraft. Es inteligente y al mismo tiempo tonto. Apareció por primera vez como uno de los protagonistas principales de Fate/strange fake como maestro de False Berserker.
Svin Glascheit (スヴィン・グラシュエート Suvuin Gurashuēto?)
Voz por: Seiichirō Yamashita
Jugado por: Ryūjirō Izaki
Uno de los alumnos destacados de Lord El-Melloi II en la clase de Modern Magecraft. Flat le apoda "le chien" ("el perro" en francés) debido a sus habilidades de magia bestial, que le confieren un olfato y una velocidad similares a las de los lobos.
Caules Forvedge (カウレス・フォルヴェッジ Kauresu Foruvuejji?)
Voz por: Yūsuke Kobayashi
También estudiante de Lord El-Melloi II y el heredero más antiguo de la familia Forvedge. Se inscribió en la Asociación de Magos cuando su hermana Fiore renunció como heredera de la familia. Primero apareció en una línea de tiempo alternativa como uno de los protagonistas en Fate/Apocrypha como el maestro de Berserker of Black bajo el clan Yggdmillennia.
Melvin Weins (メルヴィン・ウェインズ Meruvin Wueinzu?)
Voz por: Daisuke Hirakawa
Un viejo amigo de Lord El-Melloi II y miembro de la Asociación de Magos, responsable de la participación de Waver en la Cuarta Guerra del Santo Grial en Fuyuki, Japón. También es un sintonizador legendario para Magic Crests y lleva un violín para afinarlos. Él es el único que llama a Waver por su nombre original y no por su título.
Doctor Heartless (ドクター・ハートレス Dokutā Hātoresu?)
Voz por: Jun Fukuyama
El principal antagonista que debuta en el arco del Rail Zeppelin. Fue el anterior jefe del Departamento de Teoría de la Magia Moderna y responsable de los asesinatos de magos a los que les robaron la cabeza junto con sus Mystic Eyes siete años antes del comienzo de la serie. Recibe el nombre de "Heartless" debido a que las hadas le robaron el corazón. Tras invocar a Hephaestion, la clasificó como Sirviente de clase Faker, que él mismo creó.

### Servientes
Faker (フェイカー Feikā?)  - Hephaestion (ヘファイスティオン Hefaisution?)
Voz por: Yō Taichi
Un misterioso sirviente perteneciente al Doctor Heartless. Aunque convocada como Hephaestion, en realidad es su hermana gemela; "Sombra de Iskandar". Fue llamada por Heartless usando la pieza robada de la capa de Iskandar y alberga un profundo odio hacia Waver por su relación con su sirviente anterior.

### Otros personajes
Luviagelita Edelfelt (ルヴィアゼリッタ・エーデルフェルト Ruviazeritta Ēderuferuto?)
Voz por: Shizuka Itō
Hija de un distinguido linaje de hechiceros, los Edelfelt, Luviagelita es la joven y talentosa líder de familia. Como estudiante en la Torre del Reloj, la academia de la Asociación de Hechicería, ella es una de las candidatas para el puesto de presidenta estudiantil del período académico actual. Luvia y su mayordomo Clown viajan al castillo de Adra para reclamar su herencia, donde actúa hostil hacia Lord El-Melloi II. Cuando se enfrenta a Gray con la intención de matarla, Luvia se refiere a El-Melloi II como el peor tipo de persona y hechicero. Más tarde, ella coopera con ambos para resolver el caso.

## Contenido de la obra

### Novela
Lord El-Melloi II-sei no Jikenbo fue escrito por Makoto Sanda, considerado su primer trabajo después de que Type-Moon se le acercara. Durante una sesión del juego de rol de mesa Red Dragon, junto con Kinoko Nasu y Gen Urobuchi, Nasu le preguntó a Makoto si podía escribir una historia para la serie Fate. Fue entonces en el TYPE-MOON FEST en julio de 2012 que Nasu le pidió a Makoto que escribiera una historia para Waver Velvet/Lord El-Melloi II, en lo que estuvo de acuerdo. La primera novela fue publicada por primera vez por Type-Moon bajo su etiqueta de Type-Moon Books en Comiket 87 el 30 de diciembre de 2014. El décimo y último fue publicado el 17 de mayo de 2019. Fue ilustrado por Mineji Sakamoto. Kadokawa Shoten luego lanzó las novelas en una edición de bolsillo entre abril de 2019 y diciembre de 2020.
En diciembre de 2019 se anunció una serie de novelas secuela titulada Lord El-Melloi II-sei no Bōken (ロード・エルメロイⅡ世の冒険?). El primer volumen se lanzó el 25 de diciembre de 2020.

### Manga
Una adaptación de manga de Makoto Sanda con ilustraciones de Tō Azuma comenzó la serialización en la revista Young Ace de Kadokawa Shoten el 4 de octubre de 2017. Hasta julio de 2025 se han publicado trece volúmenes.

### Anime
Una adaptación al anime de las novelas, que solo se adapta a la historia de Rail Zeppelin, fue anunciada en el especial de TV de Fate Project New Year y animada por Troyca. Makoto Katō dirige la serie con Ukyō Kodachi como escritor, mientras que Yuki Kajiura compone la música para la serie. Jun Nakai es el diseñador de personajes, mientras que Ei Aoki es acreditado como supervisor. Se emitió del 6 de julio al 28 de septiembre de 2019 en Tokyo MX, BS11, GTV, GYT y MBS. Yuki Kajiura compuso el tema de apertura de la serie "staring the case: Rail Zeppelin", mientras que ASCA interpreta el tema final de la serie "Hibari" (雲雀?). Aniplex of America y Crunchyroll transmitieron la serie en Norteamérica, Centroamérica, Sudamérica, Reino Unido, Irlanda, Australia y Nueva Zelanda. AnimeLab transmitió la serie en Australia y Nueva Zelanda. Funimation también emitió la serie en su sitio de transmisión en Norteamérica.